# وقف أهلي (ذري)
الوقف الأهلي أو الوقف الذُرِّي هو حبس الأصل وتسبيل المنفعة، على ذرية الواقف ونسله وأولادهم، أو على شخص معين أو ذريته أو عليهما معاً، ويكون الوقف الأهلي أو الذري بعدة صيغ منها: بلفظ الولد، أو الذرية أو العقب أو النسل، أو الوقف على الأهل والآل، ويتميز الوقف بتكافله الاجتماعي الذي يختلف عن أنظمة التكافل الأخرى، ويلغى الوقف الذري إذا كان فيه إضرار بالورثة، وقد نظمت بعض الدول الوقف الذري، بتقييد الوقف فلا يقف أكثر من ثلث ماله، وللوقف الذري أثره في رفع المستوى التعليمي، والحد من البطالة، وتحقيق التوزان في الإنفاق العام، وغيرها.

## تعريف الوقف الذُري أو الأهلي
- الذُريّة لغةً: كلمة تدل على مفرد، وجمعها ذراريّ (بتشديد الياء)، وهي نسل الثقلين أي الأنس والجن[12]، وهو لفظ تعدد استخدامه في اللغة، قد يستخدم ليدل على الصغار، (مفرداَ أو جمعاً)[13]، مثل هذا الغلام ذرية فلان، أو أولئك الغلمان من ذرية فلان، وقد يشمل الرجال والنساء والصغار مثل، نعم الرجال ذرية فلان، أو خير النساء من كانت ذرية للصالحين.[14]

- الذرية اصطلاحاً: يعني الأولاد والأحفاد، سواءً أكانوا أولاد الأولاد أو أولاد البنات، وتشمل الصغار والكبار والنساء، ومنه قوله تعالى ﴿اوَوَهَبْنَا لَهُ إِسْحَاقَ وَيَعْقُوبَ ۚ كُلًّا هَدَيْنَا ۚ وَنُوحًا هَدَيْنَا مِن قَبْلُ ۖ وَمِن ذُرِّيَّتِهِ دَاوُودَ وَسُلَيْمَانَ وَأَيُّوبَ وَيُوسُفَ وموسى وَهَارُونَ ۚ وكذلك نَجْزِي الْمُحْسِنِينَ (84) وَزَكَرِيَّا ويحيى وعيسى وَإِلْيَاسَ ۖ كُلٌّ مِّنَ الصَّالِحِينَ﴾ فعد الله عيسى من ذرية إبراهيم، وهو ليس ابناً مباشراً ولا من نسل ولدٍ ذكر.[15]

- الوقف الذُريّ اصطلاحاً: هو حبس الأصل وتسبيل المنفعة، على ذرية الواقف ونسله وأولادهم، أو على شخص معين، أو ذريته، أو عليهما معاً، أو على أشخاص معينين في بداية الأمر، ثم على جهة بر لا تنقطع.[16]

## حكم الوقف على الذرية
القول الأول: الجواز وهو مذهب جمهور الفقهاء، وكان العمل عليه في نجد قبل دعوة الإمام محمد بن عبد الوهاب ، وعليه يَجوزُ الوقْفُ على الذُّرِّية، وذلك باتِّفاقِ المذاهبِ الفقهيَّةِ الأربعةِ: الحنفيَّةِ، والمالكيَّةِ، والشافعيَّةِ، والحنابلةِ. و عن ابن عمر قال: ((أصاب عمر بخيبر أرضا، فأتى النبي فقال: أصبت أرضا لم أصب مالا قط أنفس منه، فكيف تأمرني به؟ قال: إن شئت حبست أصلها وتصدقت بها، فتصدق عمر أنه لا يباع أصلها ولا يوهب ولا يورث، في الفقراء والقربى والرقاب، وفي سبيل الله والضيف وابن السبيل، ولا جناح على من وليها أن يأكل منها بالمعروف، أو يطعم صديقا غير متمول فيه ))، ففي هذا الحديث جعل عمر وقفه في الفقراء وفي القربى من غير فرق بين قريب وارث، وقريب غير وارث، وأقره الرسول ﷺ على ذلك، وكذلك الصحابة رضوان الله عليهم قد نقل عنهم الوقف الأهلي، من غير نكير.
القول الثاني: التحريم، وقد ألّف في تحريمه الإمام محمد بن عبد الوهاب، وتبعه بعض علماء نجد من أبنائه وأحفاده، وغيرهم واستدل الشيخ بما يأتي:
- أن هذا في حكم الوصية للذرية، وقد قال ﷺ: "إن الله قد أعطى كل ذي حق حقه، فلا وصية لوارث".[20]
- أن مراد الموقف (الواقف) محرم، ولا يجوز أن يعان عليه.[20]

## صيغ الوقف الذري أو الأهلي
توجد صيغ للوقف الذري كالوقف على أولاده وأحفاده وتكون بعدة ألفاظ منها:
1. بلفظ الولد: كأن يقول الواقف، وقفت على ولدي وولد ولدي.
2. بلفظ المثنى: كأن يقول، وقفت على ولدي زيد وعمرو، ثم من بعدهما على أولادهما، ثم من بعدهما على الفقراء، ورجح الباحث أنه في حالة موت أحدهما، فيصرف نصيبه لولد المتوفى، لما في ذلك من تحقيق المصلحة التي توافق غرض الواقف.
3. الوقف بصيغة الذرية والعقب والنسل: مثل أن يقول الواقف، وقفت على عقبي أو ذريتي أو نسلي.
4. الوقف على الأهل والآل: مثل أن يقول الواقف، وقفت على أهلي، فإنه يصرف إلى ولده وولد أبيه وجده وجد أبيه إلى ثلاثة آباء، واختار شيخ الإسلام دخول أزواجه في الأهل، والوقف بصيغة الآل لا يختلف عن الوقف بصيغة الأهل.[3]

## أنواع الوقف

### الوقف الخيري
ما كانت منفعته عامة أو جهة خيرية كأن يكون على مسجد أو مدرسة أو مستشفى.

### الوقف الذري أو الأهلي
ما كانت منفعته خاصة بالأهل والأولاد من نسل الواقف والأقرباء دون غيرهم من أفراد المجتمع، قال سيد سابق:" والوقف أحيانًا يكون على الأحفاد و الأقارب ومن بعدهم من الفقراء ويسمّى هذا الوقف الأهلي أو الذري".

### الوقف المشترك
هو الذي يجمع بين الوقف الخيري العام والوقف الذري أو الأهلي الخاص، كأن يوقف الإنسان عقاراً ويجعل جزءًا من ريعه لذريته و الجزء الآخر يصرف في وجوه الخير والإحسان.

## أهداف الوقف الأهلي (ذري)
1. تحقيق التكافل والتوسعة على الأرحام.
2. تحقيق صلة الأرحام والبر بها، وتمكين المحسنين من الإحسان إلى أقاربهم.
3. تحقيق التواد والتواصل والألفة، وتقوية الروابط الأسرية.[23]

## تنظيم الوقف الذري
قامت بعض البلدان الإسلامية بتنظيم الوقف الذري بدلاً من إلغائه، مثل لبنان، وليبيا، والمغرب، واختلفت وسائل تنظيم الأوقاف الذرية باختلاف البيئات، والأعراف، والقوانين ومنها:
1. بطلان الوقف، إذا لم يصدر عن قاضي شرعي.
2. نفي التأبيد عن الوقف الذري، وعدم جوازه على أكثر من طبقتين.
3. تقييد الواقف بأن لا يقف أكثر من ثلث ماله، مراعاة لمصلحة الورثة.
4. ألا يتعارض الوقف الذري مع أحكام المواريث في الشريعة الإسلامية.
5. انتهاء الوقف إذا خرب ولم تمكن عمارته، أو ضعفت أنصبة المستحقين فيه.
6. يجوز للواقف أن يرجع في وقفه الذري كله أو بعضه، وله أن يغير في مصارفه وشروطه.
7. تصفية الوقف الذري من قبل السلطات المكلفة، إذا تبين لها أن المصلحة العامة، أو مصلحة المستحقين توجب ذلك.
8. حماية الموقوف عليهم من شروط الواقفين التعسفية، بتخصيص نصيب قدره (15%) عند انتهاء الوقف الذري لتصرف في وجوه الخير.[24][25]

## الوقف الذُرِّي بين الإلغاء والتنظيم
فكر الظاهر بيبرس في تطبيق نظرية امتلاك الدولة للأراضي، فاستولى على الأراضي كلها والأوقاف من بينها، وكذلك برقوق أتابك فكر في إنهاء الأوقاف على الذرية في القرن الثامن، ولم يكن الباعث أن الوقف الأهلي مانعًا للميراث، بل كان المقصود إبطال وقف الأمراء السابقين لاتخاذهم الأوقاف ذريعة لحماية أموالهم، واتجهت بعض الدول إلى سن تشريعات لتنظيم الوقف الذري ووضع ضوابط حتى يؤدي الغرض من إنشائه، وقامت بعض الدول الإسلامية بسن تشريعات تقرر بموجبها إلغاء الوقف الذري، وحل الأوقاف الذرية السابقة، وتوزيعها على المستحقين، وعدم السماح بإنشائه مستقبلاً للأسباب التالية:
1. الإضرار بالورثة، بسبب انحرف كثير من الواقفين على الذرية عن المقصد الشرعي، كقيام بعض الواقفين بحرمان بعض أبنائهم، وتفضيل آخرين، أو تفضيل الزوجة على الأبناء، أو حرمان البنات إن تزوجن مطلقاً، أو حرمان أولاد البنات.[30]
2. الهروب من قواعد التوريث والوصية: اراد البعض حبس أموالهم على ذريتهم ونسلهم هروب من قواعد التوريث والوصية، وليضمنوا إبقاء العين حتى لا يبددها المسرفون من أبنائهم.[31]
3. كثرة عدد المستحقين وازدياد عددهم بمرور الزمن، يجعل حصيلة الريع أو المنافع تقل شيئاً فشيئاً، الأمر الذي يصعب معه الحفاظ على الوقف لقلة الدخل المحصل منه، لأن ما يهمهم من الوقف هو الغلة فقط، وهذا يجعل العقارات أو المزارع الموقوفة وقفاً ذرياً مهددة بالخراب والضياع.
4. سوء إدارة الوقف، وفساد الذمم، وضعف الوازع الديني لدى كثير من النظار، سواءً كانوا نُظاراً أو ولاة من المعنيين بالإشراف على هذه الأوقاف، كما إن كثرة الأوقاف الذرية أضرت باقتصاد الدولة، لأن الأموال الموقوفة ممنوعة عن التداول، وبعيدة عن حركة الأسواق المالية.[32]

## ريع الوقف الذري
يُخصَّص ريع الوقف العائلي للواقف نفسه، ثم لأولاده من بعده، وأولاد أولاده وذريته، ولا سيما الذكور منهم، فإذا انقرضت الذرية، يؤول الوقف بعد ذلك لإحدى الجهات الخيرية، ولاستدامة المبادرات العائلية، تحتاج الأسرة إلى وقف عائلي أو أكثر من وقف، يشارك في تأسيسه أغنياء الأسرة، ويخصص مصرفه لأنشطة الأسرة واحتياجاتها.

## أثر الوقف الذري في التنمية الاجتماعية
1. الحد من البطالة.[35]
2. رفع المستوى التعلمي.[36]
3. حماية الذرية من الفقر.
4. راحة الموقوف عليهم وطمأنينة أنفسهم.
5. الراحة النفسية للواقف بالاطمئنان على جهد السنين والعمل
6. تنمية الأخوة ودعم روابط المحبة والألفة في المجتمع.[37]

## أثر الوقف الذري في التنمية الاقتصادية
1. زيادة الإنتاج القومي.[38]
2. المحافظة على الثروة وعدم تفتيتها.[10]
3. تحقيق التوزان في الإنفاق العام.[11]

## الوقف الأهلي أو الذري في التاريخ
عرفت مصر الوقف الذري أو الأهلي من حيث حبس الأعيان عن التملك والتمليك وجعل ريعها مرصودًا على الأسرة أو الأولاد، ومن بعدهم على أولادهم ينتفعون بغلتها دون أن يملك أحدهم حق التصرف في أعيانها بشكل يثبت للغير ملكية عليها، ومن الوثائق الوقفية التي عثر عليها في ذلك العهد وثيقة لمن يُدعى "متي" في الأسرة الخامسة، فقد أنشأ "مؤسسة" لمصلحة أبنائه بعقد هبة صدر منه لابنه الأكبر، و أمره بصرف الاستحقاقات لاخوته من ريع الأموال صراحة في العقد، على أن الأموال غير قابلة للتصرف من انتقال ملكيتها بعد وفاة أولاده إلى أولادهم، بأن تكون إدارتها للابن الأكبر في كل طبقة من طبقات المستحقين.

## نماذج من الأوقاف العائلية

### وقف الزبير بن العوام
أوقف الزبير دوره صدقة على نفسه وعلى بنيه، لا تُباع ولا توهب ولا تورث، وللمردودة من بناته أن تسكن غير مضرة، ولا يضر بها، فإذا استغنت بزوج فليس لها فيها حق، ولا تباع ولا تورث، ومما يتصل باستمرار صدقات الزبير، ما ذُكِر من أن دار عمروا بن الزبير التي تقع في غرب دار طلحة، ودار عروة الملاصقة لها، كان قد اتخذها الزبير، وتصدق بهما عليهما، وعلى أعقابهما.

### أبرز الأوقاف العائلية في عهد الأمويين والعباسيين
1. وقف عامر بن حمزة بن عبد الله بن الزبير: أوقف حقه بـ (الرُّبُضِ) على بنتيه فأخته.[41]
2. ووقف محمد بن سليمان: اشترى بئراً مع أخيه جعفر بن سليمان فيما بين البصرة والحفر، وشرائهما للعبيد وأسكانهم في تلك المنازل.[40]

### أبرز الأوقاف العائلية المعاصرة
وقف سليمان الراجحي: ويتمثل هذا الوقف في شركة عائلية، أسسوها أفراد من العائلة وأوقفوها، ووُضِعت للشركة مصارف اجتماعية رائدة.

## تعزيز ثقافة الوقف العائلي
هناك مسببات، تساهم في تعزيز ثقافة الوقف العائلي، ومنها: استشعار مؤسسي الأوقاف العائلية أنهم يحققون من خلال هذا الوقف ضماناً وأهدافاً اجتماعية لذرياتهم؛ كأن يكون من مصارف الوقف إعطاء من أراد الحج من الذرية، أو من أراد الزواج، أو من عليه دين، أو أن يكون من المصارف إعطاء القروض الحسنة للذرية، وغيرها من صور المصارف العائلية التي ترفع من الولاء تجاه هذا الوقف العائلي، وتكون ضماناً اجتماعياً لهم.

## مقاصد الوقف على الذرية
1. الخوف من تبديد الورثة للثروة.
2. الحرص على بقاء مصدر مالي للذرية يستمر أبداً.
3. وجود ورثة ضعاف فيخشى الموقف أن تضيع حقوقهم.
4. حرمان أولاد البنات من التركة ومنع دخول عوائل أخرى من أولاد البنات في ملكية التركة.
5. حرمان الورثة من غير الذرية، مثل من يخشى أن يدخل والداه أو زوجته أو إخوته ضمن الورثة، فيوقف على ذريته لقصد الحرمان.[43]

## الفرق بين الوقف على الذرية والميراث
- الميراث نجد أن الله تعالى هو من شرعه وقسم فيه الاستحقاق بينما الوقف منشأه الإنسان فإن شاء أوقف وإن شاء عدل.
- الميراث لا بد من تحقيق موت المورث حقيقة، وأما الوقف فيتقرر الاستحقاق فيه حسب شرط الوقف.
- في الميراث الاستحقاق لا يكون إلا بعد تحقق وجوده حملا أو مولودا، والوقف ليس كذلك فقد يقف الواقف على أولاده ثم أولاد أولاده ثم أولاد أولاد أولاده، وقد يكون هؤلاء أو بعضهم غير موجودين حين صدور الوقف.
- الميراث مقدر ثابت في الشريعة لا يختلف في أي زمن، بينما الوقف مقدر حسب شرط الموقف (الواقف).
- في الميراث الزوجان يستحقان نصيبهما، بخلاف الوقف فإنهما لا يعطيان إلا بنص من الواقف.[26]

## وصلات خارجية
- المكتبة الشاملة : كتاب فقه السنة ، سيد سابق - الوقف الخيري والوقف الذري